# Matías Abaldo
Matías Abaldo, né le 2 avril 2004 à Montevideo, est un footballeur uruguayen. Il joue au poste de milieu de terrain au CA Independiente, en prêt du Defensor SC.

## Carrière

### En club
Formé à Defensor SC, il fait ses débuts professionnels le 4 décembre 2021 lors d'une défaite 1-0 contre le CA Cerro. 

### En sélection
Il fait partie de l'équipe des moins de 20 ans qui participe au championnat de la CONMEBOL des moins de 20 ans en Colombie. 

## Palmarès
- Vainqueur de la Coupe d'Uruguay en 2022.